# Artikel 5 van de Grondwet van de Verenigde Staten
Artikel 5 van de grondwet van de Verenigde is een artikel uit de Grondwet van de Verenigde Staten. Het beschrijft de procedure waarmee de Grondwet veranderd mag worden.
Het handelt over de procedure van een amendement in wording.
Als 38 van de 50 staten van Amerika een ontwerp-amendement aannemen, dan wordt dit amendement deel van de Grondwet.